# Sekernan (plaats)
Sekernan is een bestuurslaag in het regentschap Muaro Jambi van de provincie Jambi, Indonesië. Sekernan telt 3438 inwoners (volkstelling 2010).